# Adrian Gołyński (zm. 1540)

Herb Prawdzic

Adrian Gołyński herbu Prawdzic (zm. 1540) – kasztelan ciechanowski, wyszogrodzki i czerski.

## Rodzina
Syn Pawła, ochmistrza dworu Konrada Mazowieckiego. Z żony Elżbiety pozostawił syna Stanisława. Dziadek Adriana Andrzeja Gołyńskiego, kasztelana wyszogrodzkiego, pradziad Hieronima, kasztelana warszawskiego.

## Pełnione urzędy
Początkowo spełniał obowiązki chorążego łomżyńskiego i wyszogrodzkiego. Pełnił też urząd marszałka dworu książęcego i starosty warszawskiego. Był dziedzicem Gołynia (nazwanego później Gołyminem) i właścicielem Tarchomina i Białołęki. Od 1526 roku sprawował urząd kasztelana ciechanowskiego. W roku 1527 został mianowany kasztelanem wyszogrodzkim. Od 1529 pełnił urząd kasztelana czerskiego.
Przyczynił się do powstania fundamentów kościoła Św. Jakuba Apostoła w Tarchominie i osadzeniu tam proboszcza. W polityce, będąc stronnikiem królowej Bony, był posądzony o zamieszanie w śmierć ostatnich książąt mazowieckich. Zasłynął jako zdolny prawodawca, należał do rewizji statutu mazowieckiego (1536).